# Jerzy Kosiński
Jerzy Kosiński ili Jerzy Nikodem Kosiński  (Łódź, 18. lipnja 1933. – New York, 3. svibnja 1991.), poljski pisac, scenarist, glumac i profesor židovskog porijekla s pravim imenom Josek Lewinkopf.   

## Mlade godine
Roditelji su mu bili Moses (Mojżesz Ili Mieczysław) i Elżbieta (r. Liniecka)  Lewinkopf, a zbog svog židovskog porijekla obiteljsko ime prisiljeni su mijenjati 1940. u Kosiński. Jerzyju krivotvorene dokumente nabavlja poljski katolički svećenik. Kada je počeo 2. svjetski rat, Kosinski je i kao Židov i kao Rom bio ugrožen, tako da su ga roditelji poslali nekoj katoličkoj obitelji da se brine za njega za slučaj da se nešto dogodi njima. 1942. je, s 9 godina postao nijem nakon psihičke traume, usred sukoba s grupom seljačke djece, a sposobnost govora mu se vratila 5 godina kasnije nakon jedne nezgode na skijanju. Iako je kasnije tvrdio da je bježao od sela do sela u Poljskoj, ipak se ispostavilo da je cijeli rat proveo u skrbništvu jedne katoličke obitelji. Traumatična iskustva rata opisao je u polubiografskom romanu "Obojena ptica". Poslije povratka govora za nepunu je godinu završio gimnaziju.
U gimnaziji i na studiju na sveučilištu pod staljinističkom kontrolom bio je zbog neprihvaćanja službene doktrine dva puta suspendiran i često u opasnosti da bude izbačen. Kao kandidat za doktora socijalne psihologije, naglo se probio na položaj izvanrednog predavača i vanjskog suradnika Akademije znanosti, najviše državne istraživačke institucije. U nastojanju da izbjegne kolektivni život koji je nametala država, zime je provodio u Tatrama podučavajući u skijanju, a ljeta kao psiholog-savjetnik u ljetovalištu na Baltiku.

### Bijeg iz Poljske
U međuvremenu se tajno pripremao za bijeg. Kao dobar poznavalac sistema, majstorski se uhvatio ukoštac s birokracijom. Bile su mu potrebne utjecajne veze, a kako nije želio uplesti rođake, prijatelje, ni osoblje Akademije, izmislio je četiri istaknuta člana Akademije nauka da mu posluže u tom svojstvu. Pripadao je užim krugovima Akademije i bio nagrađivan fotograf (s mnogo samostalnih izložaba), te je imao pristup u državne tiskare i mogao je svakog svojeg izmišljenog akademika opskrbiti odgovarajućim službenim pečatima, žigovima i listovnim papirom. Da su ga otkrili, bio bi osuđen na mnogo godina zatvora. Pošto se dvije godine marljivo dopisivao sa svojim nepostojećim pokroviteljima i različitim državnim ustanovama, Kosinski je dobio putnicu i dozvolu da putuje u Sjedinjene Države u okviru američke »zaklade«, koju je također izmislio. Dok je čekao američku vizu, u opasnosti da ga svakog trena uhapse, Kosinski je u džepu nosio kapsulu cijankalija umotanu u staniol. »Ovako ili onako«, zarekao se, »neće me zadržati ovdje protiv moje volje.« Začudo, njegov je plan uspio. Dvadesetog prosinca 1957. Kosinski je, poznavajući mnoge jezike ali tek nekoliko riječi engleskog, stigao u New York nakon — kako i sad još ocjenjuje — najvećeg kreativnog   čina u   svojem životu. Imao je dvadeset i četiri godine — njegova američka odiseja tek je bila pred njim. 

## Prve godine u Americi
Počeo je krstariti Amerikom kao vozač kamiona, raditi bez dozvole kao čuvar parkirališta, filmski operater, fotograf, vozač limuzine i trkaćeg automobila za crnog vlasnika noćnog lokala. »Radeći u Harlemu kao bijeli livrirani šofer, razbio sam rasnu barijeru u toj profesiji«, sjeća se Kosinski. U svakom slobodnom trenutku učio je engleski i za godinu dana naučio dovoljno da dobije stipendiju Fordove zaklade. Dvije godine kasnije, dok je studirao socijalnu psihologiju, napisao je prvu od dviju stručnih knjiga o kolektivnom društvu Budućnost je naša, druže (The Future is Ours, Comarade) 1960. Postala je preko noći bestseler, objavljena je u nastavcima u The Saturday Evening Postu, sažeto u Reader's Digestu i prevedena je na 18 jezika. Kosinski je tada čvrsto odlučio da se posveti pisanju.

## Brak s Mary Weir
Nakon svog prvenca upoznao je Mary Weir, udovicu čeličnog magnata iz Pittsburgha. Sastajali su se dvije godine a vjenčali pošto je Kosinski objavio drugu knjigu Trećeg puta nema (No Third Path) 1962.
U deset godina života s Mary Weir (koji je prekinula njezina smrt) Kosinski se savršeno neusiljeno kretao u svijetu teške industrije, krupnog kapitala i visokog društva. On i Mary mnogo su putovali — imali su vlastiti avion, jahtu sa 17 članova posade i kuću u Pittsburghu, New Yorku, Hobe Soundu, Southamptonu, Parizu, Londonu i Firenci. Kosinski je živio životom kakav većina pisaca samo izmišlja na stranicama svojih romana.
»Tijekom braka često sam mislio kako su Stendhal ili F. Scott Fitzgerald, oba zaokupljena bogatstvom koje sami nisu imali, zaslužili to što sam ja doživio. Isprva sam namjeravao napisati roman o svojem neposrednom američkom iskustvu, bogatstvu, moći i visokom društvu oko mene, a ne o strahu, siromaštvu i lišavanju koje sam vidio i iskusio nedugo prije. Ali u svojem sam braku i previše pripadao svijetu novca a da bih iz njega uspio izdvojiti sve ono što sam osjećao. Roman sam shvaćao kao umjetnost maštovitog projiciranja, i zbog toga sam odlučio da svoj prvi roman pišem o dječaku beskućniku u ratom razdiranoj istočnoj Europi, o životu kakav sam proživio ja a i milijuni meni sličnih, ali je Amerikancima još bio nepoznat. Taj roman, Obojena ptica, bio je moj dar Mary i mojem novom svijetu.«

## Karijera
Pisao je pod pseudonimom Joseph Novak, a najpoznatiji je po svojim romanima "Obojena ptica" i "Prisutnost" (engleski "Being There"), a po kojem je 1979. snimljen i film "Dobrodošli, g. Chance" u kojem je nastupio Peter Sellers. Za taj je film Kosinski osvojio BAFTA-u i nominiran za Zlatni globus za najbolji scenarij.
Bio je optužen za plagiranje i pisanje protiv Poljaka. Događaji iz romana Obojena ptica su izmišljeni. Tu autor govori o iskustvima dječaka nepoznatog vjerskog i etničkog porijekla koji luta nadrealističkim krajolikom Poljske, krijući se kod okrutnih seljaka.
Na putu iz Pariza u Kalifomiju, gdje je na Beverly Hillsu namjeravao posjetiti prijatelja iz djetinjstva, filmskog režisera Romana Polanskog i njegovu ženu Sharon Tate, prtljaga mu je zabunom iskrcana u New Yorku. Kako više nije bilo veze za Los Angeles, Kosinski je protiv volje prenoćio u New Yorku. Trebao je biti na zabavi kod Sharon Tate 1969., ali je zakasnio na avion.Taj dan, 9. kolovoza 1969., Tate i još četvero ljudi je ubijeno od strane sljedbenika Charlesa Mansona.
Od 1965. bio je američki građanin. Bio je i znanstvenik i fotograf.
Idućih nekoliko godina Kosinski predaje na Princetownu i Yaleu englesku prozu i kritiku. Napustio je sveučilišni život kad je izabran za predsjednika američke sekcije međunarodnog udruženja pisaca i izdavača, P.E.N.

## Humanitarni rad
Nakon što je odslužio maksimalni rok — dva mandata — ostao je aktivan u različitim američkim organizacijama za borbu za ljudska prava. Kosinski se ponosi što je pridonio oslobađanju iz zatvora, novčanoj pomoći, preseljenju ili pružanju druge pomoći velikom broju pisaca, političkih i vjerskih disidenata i intelektualaca širom svijeta, od kojih su mnogi javno priznali da im je priskočio u pomoć.
America ga je proglasila »predstavnikom ljudske sposobnosti da se preživi u krajnje zamršenom društvenom sistemu«. Kosinski je od kritičara često bio okvalificiran kao egzistencijalistički kauboj, Horatio Alger, pretposljednji lovac, potpuno »portabl« čovjek, mješavina avanturista i društvenog reformatora. U jednom intervjuu za Psychology Today, Kosinski je rekao: »Nemam navika koje treba održavati — nemam čak ni omiljelih jela — za mene je jedini mogući način života da budem što bliže ljudima. Malo što drugo me potiče  —  a ništa ne zanima više od toga.«
Kosinski je mnogo putovao, a obično ustajao oko 8 sati. Poslije ručka spava još četiri sata, što mu omogućuje da ostane mentalno i fizički svjež do sitnih sati, kad liježe. Ovakav raspored, tvrdi, koristi njegovu pisanju, fotografiranju kao i sportovima kojima se već godinama bavi — skijaškom spustu i polu, koji kao svestran i strastven jahač igra u momčadi ili udvoje.

## Samoubojstvo
Počinio je samoubojstvo 3. svibnja 1991. uzevši preveliku dozu barbiturata i stavivši si na glavu plastičnu vrećicu.
U oproštajnoj poruci napisao je:"Danas ću spavati malo duže. Nazovite to vrijeme Vječnošću."

## Djela
(Kao Joseph Novak) 
- Budućnost je naša, druže, 1960
- Nema trećeg puta, 1962

(Kao Jerzy Kosinski)
- Obojena ptica, 1965
- Koraci, 1968
- Prisutnost, 1971
- Vražje drvo, 1973
- Cockpit, 1975
- Sastanak naslijepo, 1977
- Dobrodošli, g. Chance (film), 1979
- Igra strasti, 1979
- Pinball, 1982
- Pustinjak iz 69. ulice, 1988
- Passing By, 1992

## Vanjske poveznice
- Biografija
- Katalog pisaca
- Intervju s Kosinskim
- IMDb profil